# Ридл (Орегон)
Ридл (енгл. Riddle) град је у америчкој савезној држави Орегон.

## Демографија
По попису из 2010. године број становника је 1.185, што је 171 (16,9%) становника више него 2000. године.
| Група             | 2000.       | 2010.         |
| Белци             | 946 (93,3%) | 1.033 (87,2%) |
| Афроамериканци    | 0 (0,0%)    | 4 (0,3%)      |
| Азијати           | 1 (0,1%)    | 6 (0,5%)      |
| Хиспаноамериканци | 20 (2,0%)   | 60 (5,1%)     |
| Укупно            | 1.014       | 1.185         |